# Camembert

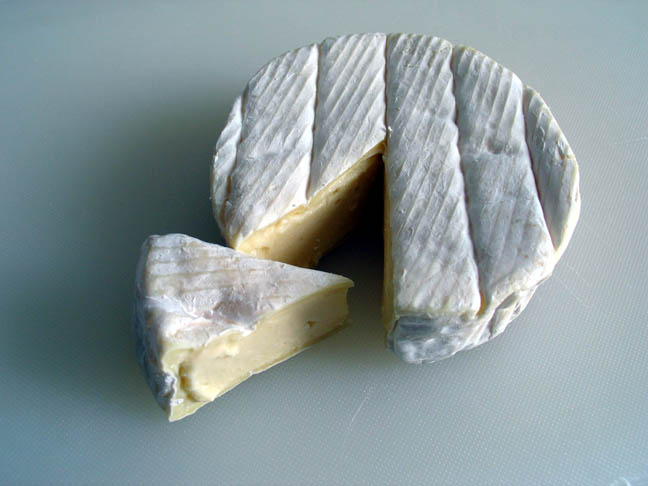
Camembert

Camembert ist ein ursprünglich französischer Weißschimmelkäse, dessen Bezeichnung frei verwendbar ist. Lediglich Camembert de Normandie ist eine geschützte Ursprungsbezeichnung (AOP): So darf nur ein in der Normandie aus Rohmilch hergestellter Camembert bezeichnet und gekennzeichnet werden.

## Geschichte
Die erste Aufzeichnung der Produktion von hochwertigem Käse in der Ortschaft Camembert in der Normandie stammt von 1708. Dieser Käse hatte aber wohl wenig mit dem heutigen Camembert gemeinsam und war kleiner und bräunlich. Da der Ort Camembert nur 13 km von Livarot entfernt liegt, nimmt man an, dass Camembert und Livarot im 17. Jahrhundert noch ein und derselbe Käse waren. Seine Existenz verdankt der Käse einer Legende nach der Bäuerin Marie Fontaine Harel aus dem Dorf Camembert: Abbé Charles-Jean Bonvoust, ein Priester aus Brie, der Gegend nahe Paris, aus welcher der gleichnamige Käse stammt, fand während der Französischen Revolution bei ihr Unterschlupf und weihte sie in die Geheimnisse der Käseherstellung ein. In der Folge veränderte sie den Prozess der Herstellung und stieg auf die größeren, heute bekannten Formen um. Zum Durchbruch verhalf dem Camembert dann der französische Kaiser Napoléon III., der ihn auf die kaiserliche Hoftafel setzte und ihm vermutlich seinen heutigen Namen verlieh: Als ihm der Käse dargeboten wurde, erkundigte er sich nach dem Herkunftsort und beschloss, den Käse danach zu benennen.
Zunächst blieb der Käse nur von lokaler Bedeutung. In der zweiten Hälfte des 19. Jahrhunderts konnte der Camembert sich dank der Eisenbahn auf den Märkten in Paris und anderen Teilen Frankreichs etablieren. 1880 wurde die heute oft übliche Verpackung in kleinen runden Spanschachteln patentiert. Damit wurde es möglich, den Käse auch über weitere Entfernungen zu transportieren.
Seit 1884 wird der Camembert auch in Deutschland hergestellt, nachdem Agathe Zeis für die Meierei Heinrichsthal in Radeberg eine Lizenz für das französische Patent erwerben konnte. Der Heinrichsthaler Produktionsstätte folgte eine weitere frühe Produktionsstätte im hessischen Lauterbach. In der dortigen Molkerei richtete das Ehepaar Zeis 1886 eine Käserei ein, in der seit 1887 Camembert hergestellt wird. Seit 1905 firmiert dieser unter dem Namen Strolch und wird mit dem Bild des Lauterbacher Strolches vertrieben.
Camembert wird sowohl in alle Welt exportiert als auch weltweit hergestellt, da die Bezeichnung „Camembert“ frei verwendbar ist.

## Aussehen und Geschmack
Die klassischerweise etwa 250 Gramm schweren, meistens runden, seltener elliptischen oder eckigen Laibe des Camemberts sind von einer weißen Edelschimmelrinde aus Penicillium camemberti überzogen. Der Teig des Camemberts ist je nach Reifegrad hell- bis goldgelb. Durch die Reife können Gärlöcher entstehen, die den Geschmack des Käses aber nicht beeinträchtigen.
Der Geschmack reicht je nach Reifegrad von nussig bis leicht scharf. Camembert aus pasteurisierter Milch ist eher mild, während der Geschmack solcher aus Rohmilch sehr ausgeprägt sein kann. Der Käse ist etwas weniger fett als der Brie, sodass er einen „trockeneren“ Geschmack aufweist. Reifer Camembert hat bis zur Rinde eine gleichmäßige, relativ weiche und cremige Konsistenz, sodass er leicht auf ein Brot gestrichen werden kann. Überreifer Camembert wird zunehmend flüssiger und zerläuft, wenn man ihn anschneidet, entwickelt im späteren Stadium eine oft als unangenehm empfundene Ammoniaknote. Zur Resteverwertung von überfälligem Camembert hat sich als bayerische Spezialität der sogenannte Obatzte etabliert. Um den unangenehmen Ammoniakgeruch zu überdecken, wird der Käse zerdrückt und beispielsweise mit Butter, Rahm, kleingehackten Zwiebeln, Kümmel und reichlich Paprikapulver vermengt. Der Käse eignet sich paniert auch zum Braten oder kann zum Überbacken verwendet werden.
Camembert mit 45 Prozent Fett in der Trockenmasse hat einen physiologischen Brennwert von etwa 1.250 kJ/100 g (300 kcal/100 g), wobei dieser Wert je nach Herstellungsverfahren etwas schwanken kann.

## Herstellung
Die Herstellung eines traditionellen Camemberts aus frischer Kuh-Rohmilch dauert etwa drei Wochen. Am ersten Tag wird die Milch gesäuert und in einem geheizten Raum (28 bis 30 °C) in großen Kesseln auf etwa 36 °C angewärmt und mit Lab zum Gerinnen gebracht. Die so gewonnene Dickete wird vorsichtig, ohne sie zu brechen, in etwa fünf Schichten in einzelne Käseformen eingebracht; dadurch verbleibt im Käse viel Molke und er erhält eine cremige Textur.
Wenn die Käselaibe genügend angetrocknet sind, werden sie gewendet.
Am zweiten Tag werden die Käse aus den Formen genommen und im auf 18 bis 20 °C temperierten Salzraum rundherum mit Salz bestreut und anschließend mit dem weißen Edelschimmel Penicillium camemberti behandelt, der für das Wachstum der weichen Pilzflora auf der Oberfläche der Käse sorgt. Am dritten Tag kommt der Käse in den Reiferaum, wo eine Temperatur zwischen 10 und 14 °C eingehalten wird. Die Reifezeit dauert je nach Jahreszeit um die zwölf Tage, dann können die Käse verpackt werden. Danach reifen sie nochmals vier bis fünf Tage bei etwa 9 °C, anschließend kommen sie in den Handel.
Camembert aus Rohmilch entwickelt ein deutlich kräftigeres Aroma und stärkeren Geruch gegenüber der Herstellung aus pasteurisierter Milch. Rohmilchcamembert ist aufwendiger in der Herstellung und teurer im Preis. Bei pasteurisierter Milch ist die Qualität gleichmäßiger und die Prozesse sind leichter zu kontrollieren, im Geschmack sind sie milder.

## Gebackener Camembert

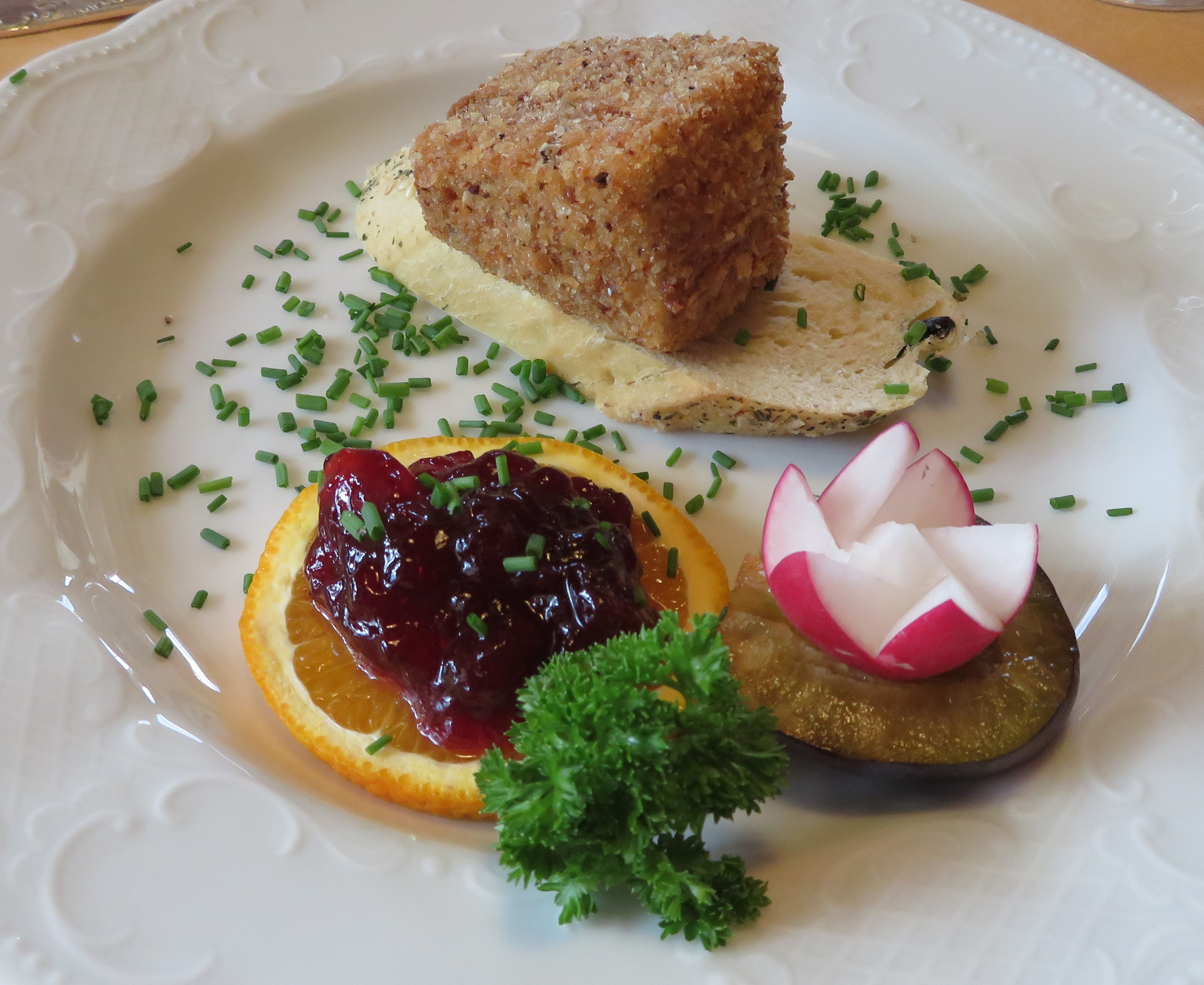
Gebackener Camembert als Vorspeise

Gebackener Camembert wird als warmer Imbiss serviert. Dazu wird nicht zu reifer Camembert entrindet, in dicke Scheiben geschnitten oder gehackt und zu Rollen geformt, mit Paprika bestäubt, zweimal paniert und schwimmend ausgebacken. Vielerorts ist es auch üblich, Camembert am Stück zu panieren und ihn zu backen, bis er sich leicht bläht.
Übliche Beilagen sind frittierte Petersilienblätter und Preiselbeerkompott.
Bereits panierter und vorgebackener Camembert ist, meist tiefgekühlt, als Convenience Food erhältlich.